# Ghiacciaio Kovarvyj
Il ghiacciaio Kovarvyj è un ghiacciaio situato sulla costa Pravda, nella Terra di Guglielmo II, in Antartide. In particolare, il ghiacciaio scorre verso nord a partire dall'altopiano antartico, fino ad andare ad alimentare la piattaforma glaciale Ovest, che ricopre la superficie della baia di Posadowsky, poco a ovest di capo Torson e a est del ghiacciaio Ryadovoyj.

## Storia
Il ghiacciaio Kovarvyj è stato osservato per la prima volta durante la spedizione antartica russa svolta dal 1819 al 1821 al comando di Fabian Gottlieb von Bellingshausen. Proprio i membri di quella spedizione battezzarono il ghiacciaio con il suo attuale nome, che in russo significa "segreto".